# Guardia nazionale repubblicana (Portogallo)

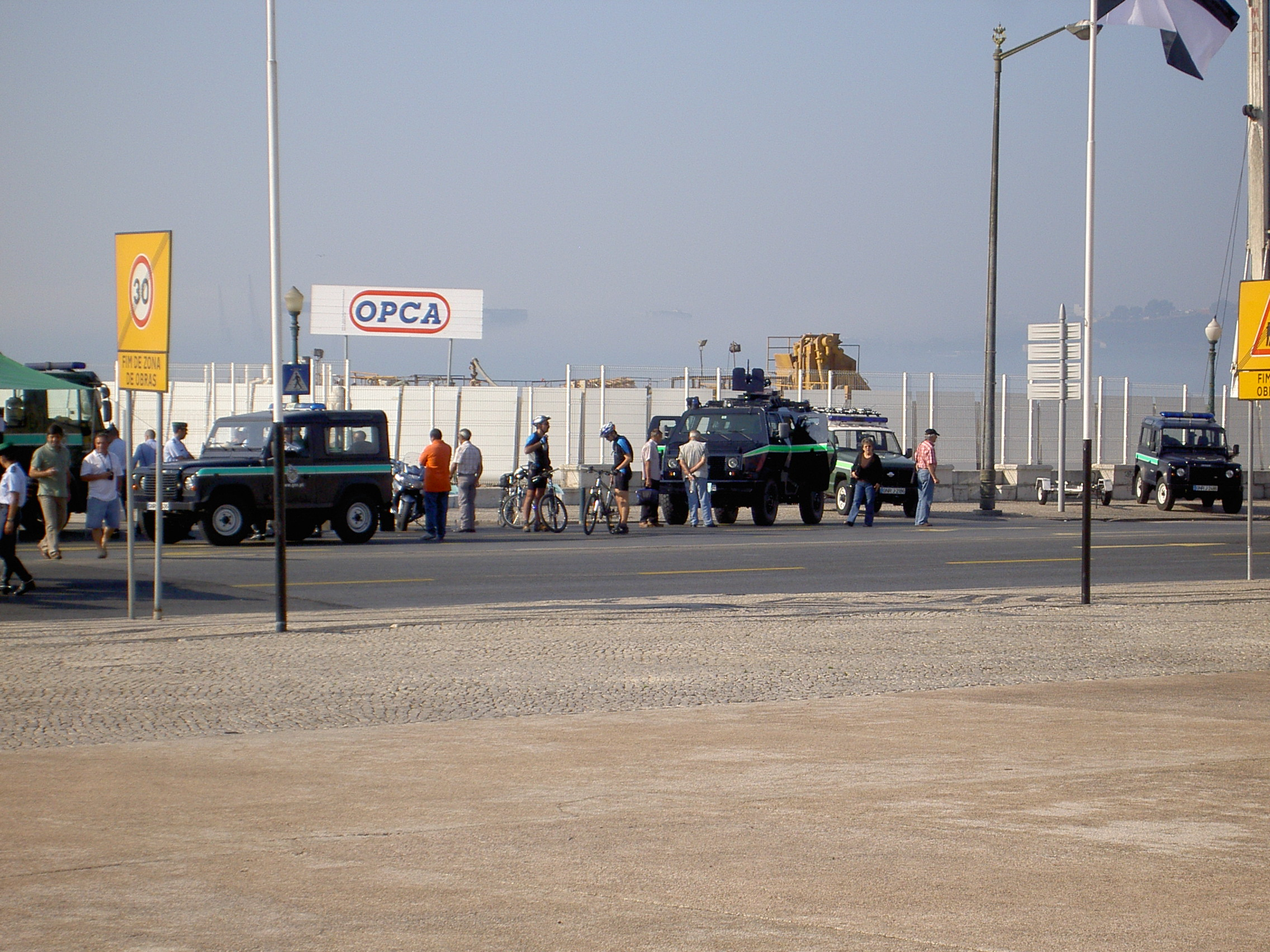
Forze di intervento della GNR

La Guardia nazionale repubblicana (in portoghese: Guarda Nacional Republicana – GNR) è una forza di polizia costituita da militari organizzati in un corpo speciale incaricato della pubblica sicurezza, del mantenimento dell'ordine e della tutela della proprietà pubblica e privata in tutto il territorio portoghese.
Per l'analogia delle funzioni assegnate, compresa quella di polizia militare, la GNR portoghese corrisponde ai carabinieri italiani, alla Guardia Civil spagnola e alla Gendarmeria nazionale francese.

## Presenza territoriale
La Guardia è presente in particolare nelle aree rurali. Nelle aree urbane la competenza è essenzialmente della Polícia de Segurança Pública (PSP).
Nelle Azzorre e a Madera opera la Brigada Fiscal della GNR, ma le restanti competenze sono in carico alla PSP anche per quanto riguarda le aree rurali di questi territori.
Uno dei compiti più “visibili” della GNR è la guardia cerimoniale di vari edifici pubblici, come ad esempio il Palácio Nacional de Belém, sede della Presidenza della Repubblica; il palazzo di São Bento, sede dell'Assembleia da República (il parlamento portoghese) e il Palácio das Necessidades, sede del Ministério dos Negócios Estrangeiros (Ministero degli affari esteri).

## Organizzazione
La Guarda Nacional Republicana dipende per i suoi compiti di polizia e per le operazioni in tempo di pace, dal Ministério da Administração Interna (Ministero dell'interno) e per i suoi compiti militari dal Ministério da Defesa Nacional (Ministero della difesa). La GNR comprende:
1) Comando-Geral (comando generale), con sede a Lisbona;
2) Unità Territoriali:
- Brigada nº 2, con sede a Lisbona, copre la regione di Lisbona e Valle del Tejo,
- Brigada nº 3, con sede a Évora, copre la regione dell'Alentejo e dell'Algarve,
- Brigada nº 4, con sede a Porto, copre la regione del Norte,
- Brigada nº 5, con sede a Coimbra, copre la regione del Centro;

3) Unità della Riserva:
- Reggimento di fanteria (include le compagnie di guarnigione, il battaglione operativo - con compagnie di ordine pubblico e di operazioni speciali e il Gruppo di intervento della protezione e soccorso (GIPS) - unità specializzata nel combattere gli incendi e nella protezione civile) con sede a Lisbona (Il GIPS ha le sue compagnie dislocate nelle varie regioni del paese);
- Reggimento di cavalleria (include il Gruppo degli squadroni a cavallo, lo Squadrone moto-blindado e lo Squadrone presidenziale), con sede a Lisbona;

4) Unità speciali:
- Brigata fiscale (responsabile del controllo fiscale doganale, confinario e marittimo), con sede a Lisbona e che copre tutto il territorio nazionale, incluse le Azzorre e Madeira,
- Brigata del transito (responsabile della polizia stradale), con sede a Lisbona e con competenza su tutto il territorio continentale portoghese;

5) Altre unità:
- Escola Prática da Guarda (Scuola pratica della guardia), unità di istruzione della GNR, con sede a Queluz e sottounità di istruzione a Aveiro e a Portalegre;
- Banda musicale della GNR, con sede a Lisbona.
- Servizio di protezione della natura e dell'ambiente (SEPNA), con il proprio comando di servizio collegato al Comando generale della GNR e squadre distaccate presso le varie Brigate territoriali.

La Guardia nazionale repubblicana è comandata da un tenente generale e le sue brigate ognuna da un maggiore-generale. Le brigate includono i gruppi (comandati da un tenente colonnello), distaccamenti (comandati da un capitano), sottodistaccamenti (comandati da ufficiali subalterni) e posti (comandati da un sergente o capo).
Gli ufficiali della GNR vengono formati da dei corsi superiori specifici dell'Academia Militar, la cui sede è il Palácio da Bemposta. I sergenti e la truppa sono formati presso la Escola Prática da Guarda, a Queluz.

## Storia
La Guarda Nacional Republicana è la discendente diretta della Guarda Real da Polícia creata al principio del XIX secolo. Passò per varie denominazioni prima di giungere a quella attuale.
- Guarda Real da Polícia (GRP) (Guardia reale di Polizia) - La Guarda Real da Polícia de Lisboa fu creata nel 1801 dal principe reggente D. João, su proposta dell'intendente-generale della Polizia della Corte e del Regno, Pina Manique, seguendo il modello della Gendarmerie francese, che era stata creata nel 1791. Da osservare che, già nel 1793, l'intendente Pina Manique aveva organizzato una compagnia militare sperimentale di polizia, predecessora della GRP. Dopo la GRP di Lisbona, furono create la Guarda Real da Polícia do Porto e la Guarda Real da Polícia do Rio de Janeiro, quest'ultima all'origine remota dell'attuale Polícia Militar del Brasile.
- Guarda Municipal - Alla fine di maggio 1834, come risultato della guerra civile, il re Pietro IV, assunse la reggenza in nome di sua figlia Maria II del Portogallo, sciolse la GRP di Lisbona e Porto, creando la Guarda Municipal de Lisboa e la Guarda Municipal do Porto con caratteristiche identiche. Nel 1868 ambedue i corpi furono sottoposti a un comando generale unificato con sede nel Quartel do Carmo a Lisbona, che ancora oggi è il quartier generale della GNR. La Guarda Municipal era considerata parte dell'esercito portoghese, ma dipendeva dal Ministério do Reino per tutti gli aspetti di pubblica sicurezza.
- Guarda Republicana - Dopo il colpo di Stato del 5 ottobre del 1910 che sostituì la monarchia costituzionale con il regime repubblicano, il nome della Guarda Municipal fu cambiato in Guarda Republicana. Da notare che la Guarda Municipal fu l'ultima forza monarchica ad arrendersi ai repubblicani, ed essendo per questo fatto l'unica istituzione pubblica a portare il titolo di "Republicana".
- Guarda Nacional Republicana (GNR) - Con il decreto del 3 maggio 1911 venne creata la Guarda Nacional Republicana, sostituendo la Guarda Republicana, come forza di pubblica sicurezza composta da militari, organizzata in un corpo di truppe speciale, dipendente in tempo di pace dal ministero responsabile della pubblica sicurezza, per ciò che riguarda reclutamento, amministrazione ed esecuzione dei servizi correnti, e dal ministero responsabile degli aspetti militari per gli aspetti dell'uniformità e normalizzazione della dottrina militare, armamento e equipaggiamento. In situazione di guerra o di gravi crisi le forze della GNR ricadono operativamente sotto il comando militare. Nel 1974 durante la rivoluzione dei garofani la GNR si schiero' con il regime di Marcello Caetano.

Nel 1993 a GNR assorbì la Guarda Fiscal che era stata creata come corpo indipendente nel secolo XIX e che divenne la Brigada Fiscal della GNR.